# Nebeltruppe

Standarte der Nebeltruppe in der Waffenfarbe „bordeauxrot“

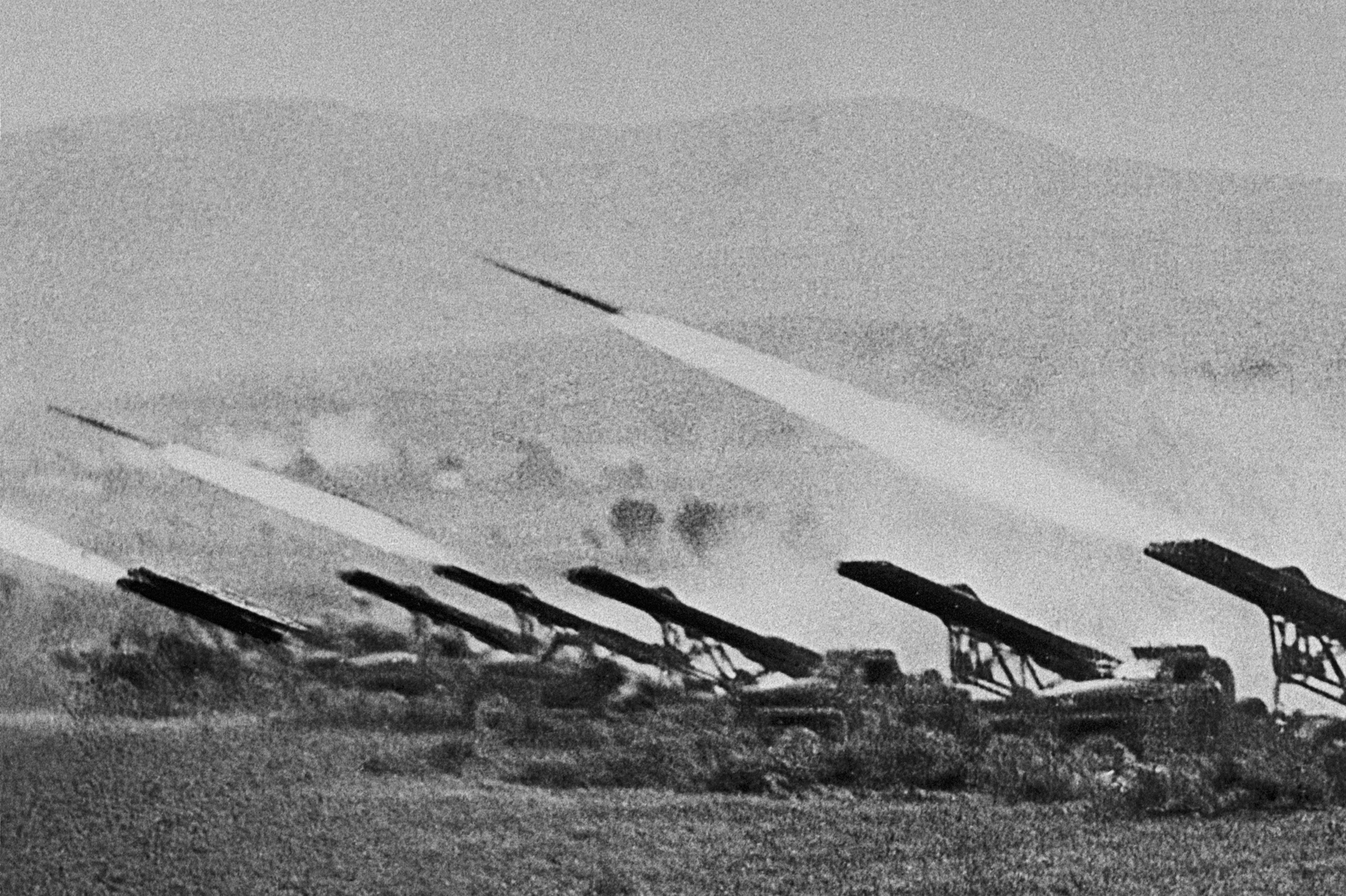
Der Einsatz sowjetischer Katjuscha-Raketenwerfer regte die Aufstellung der Werfertruppe an

Die Nebeltruppe, auch Werfertruppe, war eine Truppengattung des Heeres der deutschen Wehrmacht und der Waffen-SS, welche ursprünglich zur chemischen Kriegsführung aufgestellt worden war. Unter Beibehaltung dieser Bezeichnung umfasste die Nebeltruppe auch die „Nebelwerfer“ genannte Raketenartillerie des Heeres.
Zum Einsatz kam sie hauptsächlich während des Zweiten Weltkriegs von 1939 bis 1945.

## Allgemeines
Der taktische Auftrag der Nebeltruppe bestand in
- dem Ausbringen von Nebel- und chemischen Kampfstoffen
- dem Gasspüren
- und der Dekontamination von Soldaten, Ausrüstung und Gelände.

Die Ausbildung der Nebeltruppe erfolgte an den Einrichtungen der Heeresgasschutzschule in Berlin und der Nebeltruppenschule in Celle, später auch an den Heeresgasschutzschulen in Bromberg und Thorn.
Für den taktischen Einsatz von Gas- und Nebelgeschossen entwickelte die Wehrmacht Werferwaffen. Adolf Hitler ordnete zwar persönlich die Produktion von Kampfstoffen zur Vorbereitung eines Gaskrieges an, militärische Überlegungen und die bestehende Rohstoffknappheit hielten jedoch das Oberkommando der Wehrmacht davon ab, Kampfstoffe einzusetzen. Da auch von alliierter Seite keine Gaswaffen verwendet wurden, kam es während des Zweiten Weltkrieges in Europa zu keinem nennenswerten militärischen Einsatz von Gas und anderen Kampfstoffen.

## Nebelwerfertruppe
Besondere Bedeutung gewann dagegen der Einsatz von Raketenwerfern, nachdem 1941 an der Ostfront erstmals Wehrmachteinheiten in das Feuer sowjetischer Katjuscha-Raketenwerfer gerieten und durch die vernichtende Wirkung dieser bis dahin unbekannten Flächenfeuerwaffe schwere Verluste erlitten. Diesen von deutschen Soldaten als Stalinorgeln bezeichneten mobilen und schlagkräftigen Raketenwerfern hatte die Wehrmacht nichts Gleichwertiges entgegenzusetzen. Man entschloss sich daher, die ursprünglich als Rauchspurgeräte zum Abfeuern von Nebel- und Kampfstoffmunition gedachten Werfer der Nebeltruppe weiterzuentwickeln und planmäßig für den artilleristischen Einsatz zur Verfügung zu stellen.
Der Name Nebelwerfer wurde als Tarnbezeichnung für die neuartigen Raketenwerfer beibehalten.

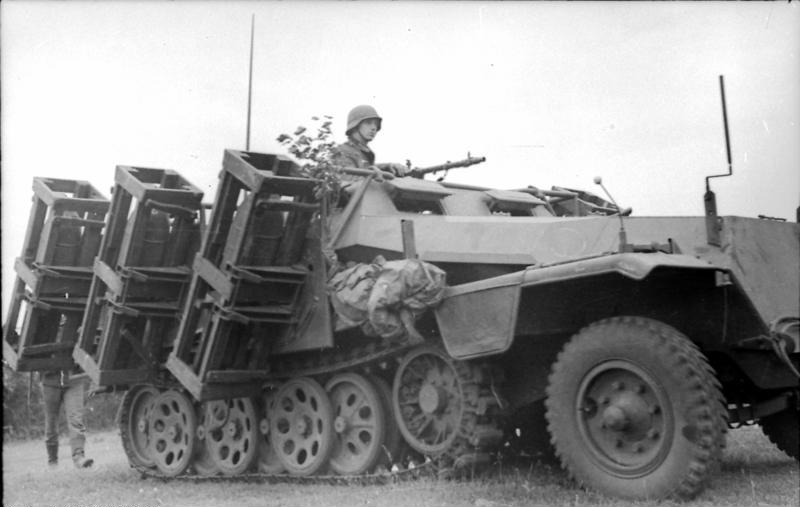
Montage eines schweren Wurfrahmens 40 an Sd.Kfz. 251 der 24. Panzer-Division und Beladen mit Wurfkörpern, Woronesch, Sommer 1942
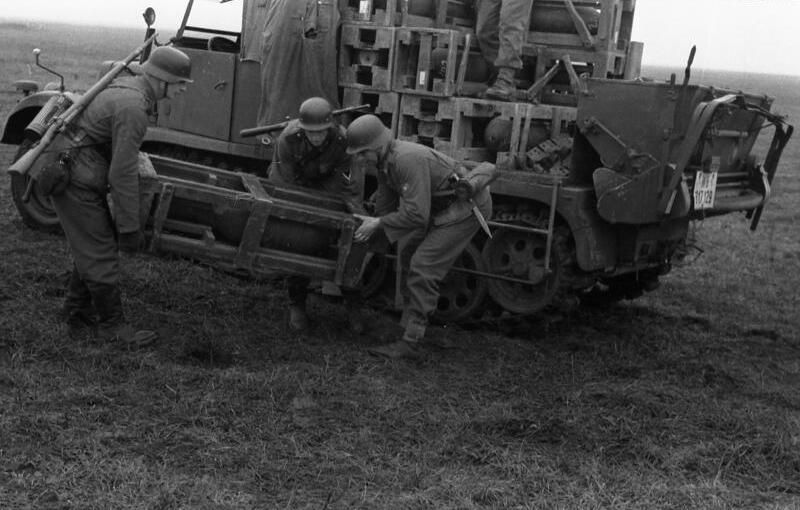
Leichter Zugkraftwagen 3 t (Sd.Kfz. 11) mit schwerem Wurfgerät 41, Ostfront 1942
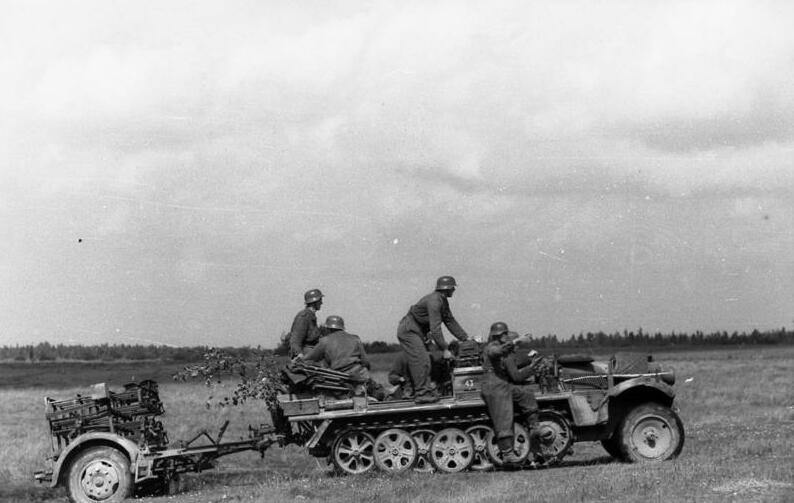
Leichter Zugkraftwagen 1 t (Sd.Kfz. 10), Ostfront, Sommer 1943
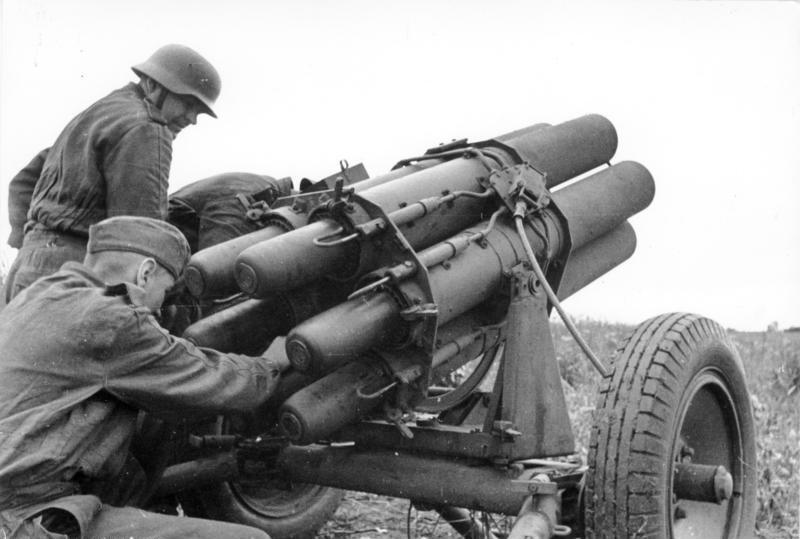
Laden eines 15-cm-Nebelwerfers, Ostfront, Sommer 1942
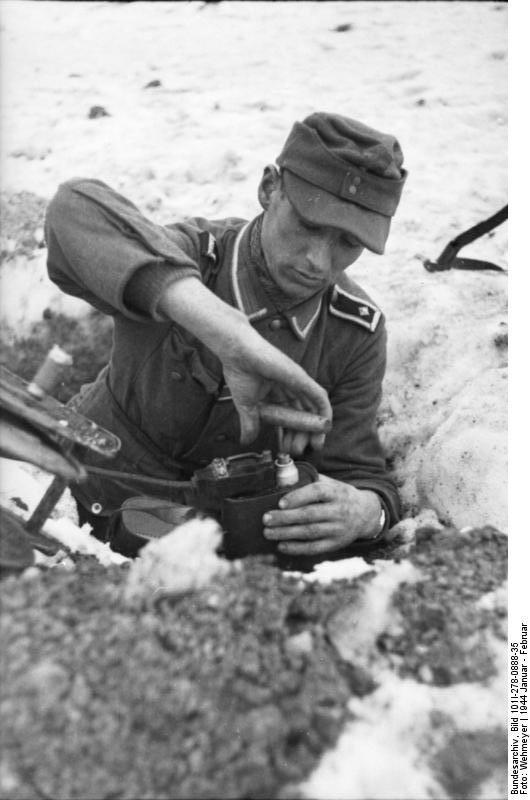
Feldwebel bei der Zündung eines Werfers
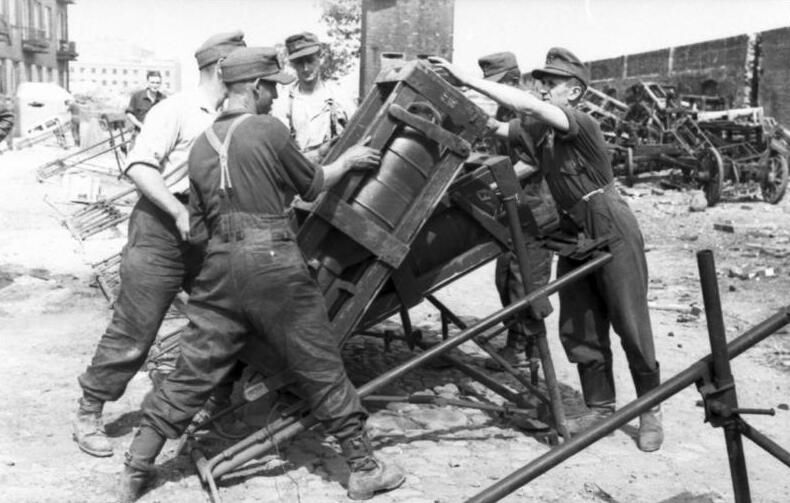
Vorbereitung der Abschussgestelle
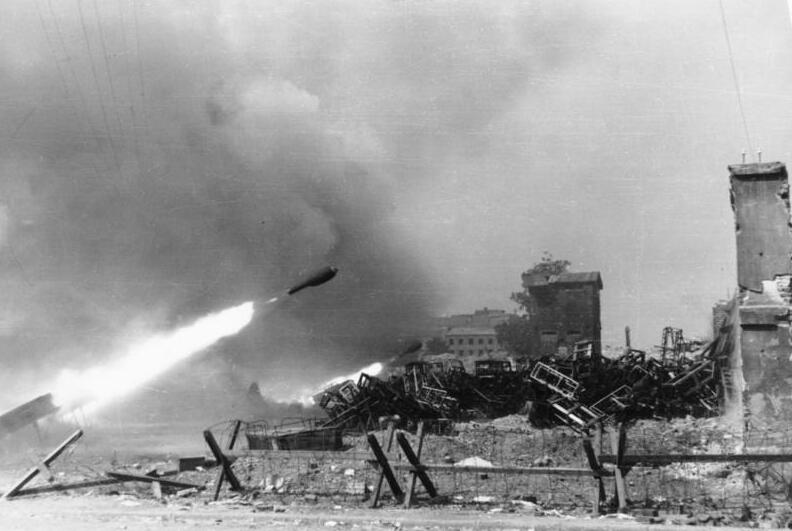
Abfeuern eines Raketenwerfers (schweres Wurfgerät 41) mit 28-cm-Wurf-Körper-Spreng gegen Aufständische in Warschau 1944

### Einsatzgeschichte
Zum ersten Großeinsatz der neuen Nebelwerfer-Regimenter kam es im Sommer 1942 bei den schweren Kämpfen um Sewastopol: Die schweren Werferregimenter 1 und 70 und die Werferabteilungen 1 und 4 unter dem Sonderstab Niemann nahmen unter Einsatz von 21 Batterien mit 576 Rohren die belagerte Festungsstadt unter Feuer. Eingesetzt wurden Spreng- und Flammölraketen mit einem Kaliber bis zu 32 cm.
Ab Anfang 1943 wurden auch in Tunesien Nebelwerfer eingesetzt, unter anderem bei der Operation Frühlingswind am Kasserine-Pass.
Nebelwerfer bildeten fortan eine willkommene Verstärkungskomponente der Armee- oder Korpsartillerie. Deren besonderer Gefechtswert ergab sich aus der hohen Feuergeschwindigkeit, der überfallartigen, flächendeckenden Wirkung und der Zerstörungswucht durch die Mischung von Spreng- und Brandmunition. Der Feuerschlag eines Werferregiments mit über 300 Raketengeschossen pro Sekunde erzielte erhebliche Vernichtungskraft und eine demoralisierende Wirkung, vergleichbar mit der von Stukaangriffen. Allein eine Salve einer Batterie von 15-cm-Nebelwerfern deckte eine Zielfläche von 350 m Breite und mehreren hundert Metern Tiefe ab, in der jede Feindbewegung augenblicklich gelähmt wurde.
Der technische und logistische Aufwand für die Nebelwerfereinheiten war relativ gering. Allerdings war die Reichweite begrenzt und setzte die Werfer damit der Gefahr direkten Feindfeuers aus; die aus sechs Werfern bestehende Batterie musste daher nach jeder Salve einen Stellungswechsel durchführen, da die Rauchspur der Raketentreibsätze die Flugbahn und die Feuerstellung verrieten. Erst ab Herbst 1942 wurde ein Treibsatz unter Verwendung von Diglykol eingeführt, der keine verräterischen Rauchfahnen beim Abfeuern hinterließ. Für den Werfereinsatz war somit hohe Mobilität erforderlich. Probleme bereitete daher angesichts von Fahrzeug- und Betriebsstoffknappheit die zwingend notwendige Motorisierung der Truppe.
Im Heimatkriegsgebiet kam die Nebeltruppe erstmals beim Schutz der Hydrierwerke Pölitz zum Einsatz. Die ersten vollständigen Vernebelungen dieses riesigen Fabrikgeländes stellten an die Einheitsführer besondere Anforderungen an Improvisationsfähigkeit, zumal weder hinreichende Erfahrungen vorlagen noch irgendwelche Richtlinien existierten. Der Erfolg der Nebeleinheiten war in der Hauptsache von der Beschaffenheit des jeweiligen Schutzobjektes, im Besonderen aber von den örtlichen meteorologischen Verhältnissen abhängig. Allgemein stellte sich als Vorteil bei Vernebelungsaktionen eine hohe Luftfeuchtigkeit heraus.

### Waffensysteme
| Kaliber/Typ                         | Reichweite | V0  | Einführung | Lafette                            | Bemerkung |
| ----------------------------------- | ---------- | --- | ---------- | ---------------------------------- | --- |
| 10-cm-Nebelwerfer 35                | 3.000 m    | 193 | 1939       | Granatwerfer                       | modifizierter Granatwerfer 34 mit größerem Kaliber                                                                                     |
| 15-cm-Nebelwerfer 41                | 5.500 m    | 340 | 1940       | Spreizlafette der 3,7-cm-Pak 35/36 | sechs Rohre pro Werfer, von den alliierten Soldaten als „Moaning Minnie“ bezeichnet                                                    |
| 21-cm-Nebelwerfer 42                | 7.850 m    | 320 | 1942       | Spreizlafette der 3,7-cm-Pak 35/36 | Bündel von fünf Rohren |
| Schweres 28-cm-Wurfgerät 40         | 1.925 m    | 145 | 1940       |                                    | Abfeuern aus hölzernen, ab 1941 Stahl-Packkisten                                                                                       |
| 30-cm-Nebelwerfer 42                | 4.550 m    | 230 | 1943       |                                    | Abfeuern aus Packkisten, aus schwerem Wurfgerät oder aus schweren Wurfrahmen 40; Landserbezeichnung „Stuka zu Fuß“ oder „Heulende Kuh“ |
| 30-cm-Raketenwerfer 56              |            |     | 1944       | Lafette der 5-cm-Pak 38            | als Einheitswerfer für alle Munitionsarten                                                                                             |
| 8-cm-Vielfachwerfer „Himmler-Orgel“ | 6.000 m    | 335 | 1944       | Gw Somua 303(f)                    | bei SS-Vielfachwerfer-Batterien 521 und 522                                                                                            |

Außerhalb der eigentlichen Nebeltruppe wurden Werfer auch von anderen Truppengattungen eingesetzt:
- Die Pioniertruppe verwendete schwere Werfer zum Schießen von Minengassen und Zerstören feindlicher Feldstellungen oder Bunker. Die Panzerpioniere verwendeten den mittleren Schützenpanzerwagen 251 als Waffenträger für den Wurfrahmen 40, im Landserjargon als „Stuka zu Fuß“ bezeichnet, bei denen die Werfergranaten direkt aus der Transportverpackung vom SPW oder vom Boden aus abgefeuert wurden.
- Die Panzertruppe erhielt ab 1944 Panzerwerferabteilungen: Zehn Rohre des 15-cm-Nebelwerfers 41 wurden mit einem drehbaren Sockel auf einen gepanzerten 3-t-Halbketten-LKW vom Typ Maultier, ab 1945 gefolgt vom schweren Wehrmachtschlepper, als Panzerwerfer eingesetzt.
- Die Luftwaffe setzte ab 1943 21-cm Werfergranaten zur Bekämpfung von US-Bombern von Jagdflugzeugen der Typen Messerschmitt Bf 109, Focke-Wulf Fw 190 und Messerschmitt Bf 110 ein. Die einmotorigen Abfangjäger wurden mit zwei, die zweimotorigen Bf 110 mit vier Rohren ausgerüstet. Die Werfergranate 21 wurde auch von Schlachtfliegern erfolgreich zum Beschuss von Bodenzielen eingesetzt.
- Die Kriegsmarine erprobte unter dem Tarnnamen „Projekt Ursel“ erfolgreich in der Ostsee den Einsatz von 28-cm Wurfgranaten gegen Landziele. U 511 unter Kapitänleutnant Steinhoff feuerte vor Peenemünde am 4. Juni 1942 erstmals von Bord eines getauchten U-Boots Raketen ab. Es kam jedoch zu keinem kriegsmäßigen Einsatz.